# 11 Жирафа
11 Жирафа, 11 Camelopardalis, сокращ. 11 Cam — одиночная звезда в циркумполярном созвездии Жирафа. Звезда имеет видимую звёздную величину +5.22m, и, согласно шкале Бортля, видна невооружённым глазом даже на засвеченном пригородном небе (англ. Bright suburban sky).
Из измерений параллакса, полученных во время миссии Gaia, известно, что звезда удалена примерно на 710 св. лет (217 пк) от Земли. Звезда наблюдается севернее 32° ю. ш., то есть видна практически на всей территории обитаемой Земли, за исключением приполярных областей Антарктиды, а также южных областей Чили, Аргентины, Африки и Австралии. Лучшее время наблюдения — декабрь.
Само движение 11 Жирафа показывает, что звезда движется примерно также как и остальные звёзды относительно Солнца: её радиальная гелиоцентрическая скорость — −11 км/с, что на 10 % больше скорости местных звёзд Галактического диска, а также это значит, что звезда приближается к Солнцу. Сама звезда движется по небесной сфере на юго-запад.

## Свойства звезды
11 Жирафа — это карлик спектрального класса B3Ve, что указывает на то, что водород в ядре звезды служит ядерным «топливом», то есть звезда находится на главной последовательности, спектр звезды показывает, по крайней мере, одну эмиссионную линию излучения. Также данный спектр указывает, на то что звезда является Be-звездой, то есть в спектре звезды наблюдаются линии эмиссии водорода, а также быстрые изменения в профилях линий водорода.
Звезда излучает энергию со своей внешней атмосферы при эффективной температуре около 17 240 K, что придаёт ей характерный бело-голубой цвет звезды спектрального класса B и делает её источником ультрафиолетового излучения. Масса звезды равна 6,0 ± 1,2 {\displaystyle M_{\bigodot }}. Радиус карлика спектрального класса B3V должен быть равен 4,8 {\displaystyle R_{\bigodot }} и, действительно, в 1969 год была предпринята попытка измерить диаметр звезды напрямую. Тогда получилось, что её угловой диаметр равен 0,15 mas, а физический диаметр звезды равен 4,5 {\displaystyle R_{\bigodot }}. Также, зная температуру и светимость звезды, которая равна 1766+131
−122 и используя закон Стефана — Больцмана можно вычислить радиус звезды, который будет равен 4,7 {\displaystyle R_{\bigodot }}. Хотя говорить о диске этой молодой звезды всё-таки преждевременно. Для того чтобы планета, аналогичная нашей Земле, получала примерно столько же энергии, сколько она получает от Солнца, её надо было бы поместить на расстоянии 42 а.е., то есть примерно туда где в Солнечной системе находится Плутон. Причём с такого расстояния, 11 Жирафа выглядела бы на порядок меньше нашего Солнца, каким мы его видим с Земли — 0,05° (угловой диаметр нашего Солнца — 0,5°).
11 Жирафа имеет поверхностную гравитацию 4,00 ± 0,35 СГС или 100 м/с2, то есть почти в 3 раза меньше, чем на Солнце (274,0 м/с2), что объясняется небольшой массой при довольно большом радиусе. Звезда 11 Жирафа очень молодая — её возраст оценивается всего в 25 ± 3 млн. лет. Звезда вращается со скоростью 95 ± 6, что даёт период вращения звезды порядка 2,5 дня, но самом деле, мы видим звезду практически с полюса и следовательно, звезда вращается намного быстрее. Быстрое вращение 11 Жирафа делает её Be-звездой: у этих звёзд есть околозвёздный диск, который испускает излучение, созданное потерей массы из экваториальных областей звезды. Сама звезда похожа на Альфа Жертвенника.
11 Жирафа демонстрирует переменность: во время наблюдений яркость звезды меняется на несколько десятых величин от 5,10 до 5,22, но без какой-либо периодичности. Переменность имеет много причин: большие пятна на поверхности звезды, неравномерность эллиптического диска, отрыв массы от поверхности звезды в экваториальной области, который формируется мощным магнитным полем звезды и прочие события характерные для только что сформировавшейся, горячей и быстровращающейся звезды. Звезда имеет обозначение характерное для переменных звёзд BV Жирафа, BV Camelopardalis, сокращ. BV Cam. Самусь и соавт. (2017) классифицируют звезду как переменную Be-звезду, а не как переменную типа Гаммы Кассиопеи.

## История изучения кратности звезды
Двойственность звезды была открыта в 1836 году В. Я. Струве (компонент AB, причём компонент A — 11 Жирафа, а компонент B — 12 Жирафа) и звезда вошла в каталоги как STF 13 . В 1879 году была открыта тройственность звезды (компонент BC, компонент C — TYC 3746-1395-1). В 1908 году была открыта четырёхкратность звезды (компонент CD, компонент D — CCDM J05062+5900D). Согласно Вашингтонскому каталогу визуально-двойных звёзд, параметры этих компонентов приведены в таблице:
| Компонент | Год  | Количество измерений | Позиционный угол | Угловое расстояние | Видимая звёздная величина 1 компонента | Видимая звёздная величина 2 компонента |
| AB        | 1836 | 30                   | 7°               | 181.3″             | 5.2m                                   | 6.21m                                  |
| AB        | 1924 | 30                   | -°               | 179.8″             | 5.2m                                   | 6.21m                                  |
| AB        | 2017 | 30                   | 10°              | 177.7″             | 5.2m                                   | 6.21m                                  |
| BC        | 1879 | 10                   | 18°              | 173.4″             | 6.21m                                  | 10.19m                                 |
| BC        | 2012 | 10                   | 19°              | 177.8″             | 6.21m                                  | 10.19m                                 |
| CD        | 1888 | 10                   | 9°               | 16.2″              | 10.8m                                  | 13.3m                                  |
| CD        | 2015 | 10                   | 12°              | 16.3″              | 10.8m                                  | 13.3m                                  |

Обобщая все сведения о звезде, можно сказать, что у звезды 11 Жирафа всё же нет ни одного спутника. Компонент AB, который сегодня называется 12 Жирафа, хотя и имеет сходный с 11 Жирафа параллакс, но всё-таки расстояние между ними заставляет усомниться в гравитационной связи между ними. Коспонент BC, то есть звёзды 6-й и 10-й величины, лежащие на угловом расстоянии 173.4 секунд дуги, который сегодня называется 12 Жирафа и TYC 3746-1395-1 имеют очень разные значения параллаксов, что также не предполагает гравитационной связи между ними. А вот компонент CD, скорее всего, является двойной звездой, но в систему 11 Жирафа он не входит.